# Call of Duty: Elite
Call of Duty: Elite – usługa internetowa stworzona przez Beachhead Studio, uruchomiona wraz z wydaniem gry komputerowej Call of Duty: Modern Warfare 3, 8 listopada 2011 roku.
W sierpniu 2012 roku w usłudze było zarejestrowanych 12 milionów kont, a 2,3 miliona miało opłacony abonament.
28 lutego 2014 roku usługa została wyłączona z powodu zakończenia wsparcia technicznego przez Activision Blizzard, dla poprzednich części Call of Duty.